# Wimbledon-mesterskabet i herredouble 2016
Wimbledon-mesterskabet i herredouble 2016 var den 124. turnering om Wimbledon-mesterskabet i herredouble. Turneringen var en del af Wimbledon-mesterskaberne 2016 og hovedturneringen med deltagelse af 64 par blev spillet i All England Lawn Tennis and Croquet Club i London, Storbritannien i perioden 29. juni - 9. juli 2016. Kvalifikationen med deltagelse af 16 par blev spillet i Roehampton i ugen inden hovedturneringen.
Finalen var for første gang i mesterskabets historie et rent fransk opgør, hvor verdensranglistens førende par, førsteseedede Pierre-Hugues Herbert og Nicolas Mahut besejrede de useedede opkomlinge, Julien Benneteau og Édouard Roger-Vasselin, med 6−4, 7−6(7−1), 6−3 og dermed konsoliderede deres førsteplads på ATP's verdensrangliste i double. Det var ottende gang, at Wimbledon-mesterskabet i herredouble blev vundet af et fransk par, men det var første gang, siden Arnaud Clément og Michaël Llodra sikrede sig titlen i 2007. Herbert og Mahut havde tidligere vundet én grand slam-titel: US Open i 2015.
Jean-Julien Rojer og Horia Tecău var forsvarende mestre men tabte allerede i første runde til Jonathan Marray og Adil Shamasdin.

## Pengepræmier og ranglistepoint
Den samlede præmiesum til spillerne i herredouble androg £ 1.587.000 (ekskl. per diem), hvilket var en stigning på godt 3 % i forhold til året før.
| Resultat               | Pengepræmier | Pengepræmier | Ændring ift. 2015 | ATP-point |
| Resultat               | Pr. par      | Total        | Ændring ift. 2015 | ATP-point |
| ---------------------- | ------------ | ------------ | ----------------- | --------- |
| Vindere (1)            | £ 350.000    | £ 350.000    | +2,9 %            | 2.000     |
| Finalister (1)         | £ 175.000    | £ 175.000    | +2,9 %            | 1.200     |
| Semifinalister (2)     | £ 88.000     | £ 176.000    | +3,5 %            | 720       |
| Kvartfinalister (4)    | £ 44.000     | £ 176.000    | +2,3 %            | 360       |
| Tabere i 3. runde (8)  | £ 23.250     | £ 186.000    | +3,3 %            | 180       |
| Tabere i 2. runde (16) | £ 14.250     | £ 228.000    | +3,6 %            | 90        |
| Tabere i 1. runde (32) | £ 9.250      | £ 296.000    | +2,8 %            | 0         |
| Samlet præmiesum       | -            | £ 1.587.000  | +3,1 %            | -         |

## Hovedturnering

### Deltagere
Hovedturneringen havde deltagelse af 64 par, der er fordelt på:
- 54 direkte kvalificerede par i form af deres ranglisteplacering.
- 6 par, der havde modtaget et wildcard.
- 4 par, der var gået videre fra kvalifikationsturneringen.

#### Seedede spillere
De 16 bedst placerede af parrerne på ATP's verdensrangliste i double pr. 20. juni 2016 blev seedet:
| Seedning | Rang. | Spiller                             | Resultat     |
| -------- | ----- | ----------------------------------- | ------------ |
| 1        | 5     | Pierre-Hugues Herbert Nicolas Mahut | Vinder       |
| 2        | 9     | Bob Bryan Mike Bryan                | Kvartfinale  |
| 3        | 10    | Jamie Murray Bruno Soares           | Kvartfinale  |
| 4        | 13    | Jean-Julien Rojer Horia Tecău       | Første runde |
| 5        | 23    | Ivan Dodig Marcelo Melo             | Tredje runde |
| 6        | 24    | Rohan Bopanna Florin Mergea         | Tredje runde |
| 7        | 40    | Łukasz Kubot Alexander Peya         | Første runde |
| 8        | 42    | Vasek Pospisil Jack Sock            | Tredje runde |
| 9        | 41    | Dominic Inglot Daniel Nestor        | Anden runde  |
| 10       | 45    | Henri Kontinen John Peers           | Kvartfinale  |
| 11       | 46    | Raven Klaasen Rajeev Ram            | Semifinale   |
| 12       | 49    | Treat Huey Maks Mirny               | Semifinale   |
| 13       | 55    | Juan Sebastián Cabal Robert Farah   | Anden runde  |
| 14       | 57    | Radek Štěpánek Nenad Zimonjić       | Tredje runde |
| 15       | 73    | Pablo Cuevas Marcel Granollers      | Tredje runde |
| 16       | 73    | Mate Pavić Michael Venus            | Tredje runde |

#### Wildcards
Seks par modtog et wildcard til hovedturneringen.
| Spillere                       | Resultat     |
| ------------------------------ | ------------ |
| Kyle Edmund James Ward         | Første runde |
| Daniel Evans Lloyd Glasspool   | Første runde |
| Lleyton Hewitt Jordan Thompson | Anden runde  |
| Brydan Klein Alex Ward         | Første runde |
| Jonathan Marray Adil Shamasdin | Kvartfinale  |
| Ken Skupski Neal Skupski       | Anden runde  |

### Resultater

#### Kvartfinaler, semifinaler og finale
| Pierre-Hugues Herbert |
| Nicolas Mahut         |

| Henri Kontinen |
| John Peers     |

| Pierre-Hugues Herbert |
| Nicolas Mahut         |

| Jonathan Marray |
| Adil Shamasdin  |

| Treat Huey |
| Maks Mirny |

| Treat Huey |
| Maks Mirny |

| Pierre-Hugues Herbert |
| Nicolas Mahut         |

| Julien Benneteau       |
| Édouard Roger-Vasselin |

| Julien Benneteau       |
| Édouard Roger-Vasselin |

| Jamie Murray |
| Bruno Soares |

| Julien Benneteau       |
| Édouard Roger-Vasselin |

| Raven Klaasen |
| Rajeev Ram    |

| Raven Klaasen |
| Rajeev Ram    |

| Bob Bryan  |
| Mike Bryan |

#### Første, anden og tredje runde
I første og anden runde blev kampene spillet bedst af tre sæt, mens resten af turneringen blev spillet bedst af fem sæt.
| P. Herbert    |
| Nicolas Mahut |

| Adrian Mannarino |
| Lucas Pouille    |

| P. Herbert    |
| Nicolas Mahut |

| Stéphane Robert |
| Dudi Sela       |

| Stéphane Robert |
| Dudi Sela       |

| Marcos Baghdatis |
| Mikhail Juzjnyj  |

| P. Herbert    |
| Nicolas Mahut |

| Leonardo Mayer |
| João Sousa     |

| Sam Groth        |
| Robert Lindstedt |

| Sam Groth        |
| Robert Lindstedt |

| Sam Groth        |
| Robert Lindstedt |

| Brian Baker    |
| Marcus Daniell |

| J.S. Cabal   |
| Robert Farah |

| J.S. Cabal   |
| Robert Farah |

| Henri Kontinen |
| John Peers     |

| Nicholas Monroe |
| Donald Young    |

| Henri Kontinen |
| John Peers     |

| Lu Yen-Hsun      |
| Janko Tipsarević |

| Marcin Matkowski |
| Leander Paes     |

| Marcin Matkowski |
| Leander Paes     |

| Henri Kontinen |
| John Peers     |

| Johan Brunström    |
| Andreas Siljeström |

| Rohan Bopanna |
| Florin Mergea |

| Andrej Martin         |
| H. Podlipnik-Castillo |

| Andrej Martin         |
| H. Podlipnik-Castillo |

| Marin Draganja |
| Nikola Mektić  |

| Rohan Bopanna |
| Florin Mergea |

| Rohan Bopanna |
| Florin Mergea |

| Jean-Julien Rojer |
| Horia Tecău       |

| Jonathan Marray |
| Adil Shamasdin  |

| Jonathan Marray |
| Adil Shamasdin  |

| Andrés Molteni |
| Julio Peralta  |

| Dustin Brown       |
| Jan-Lennard Struff |

| Dustin Brown       |
| Jan-Lennard Struff |

| Jonathan Marray |
| Adil Shamasdin  |

| Wesley Koolhof   |
| Matwé Middelkoop |

| Pablo Cuevas      |
| Marcel Granollers |

| Aljaksandr Bury |
| Igor Zelenay    |

| Wesley Koolhof   |
| Matwé Middelkoop |

| Brydan Klein   |
| Alexander Ward |

| Pablo Cuevas      |
| Marcel Granollers |

| Pablo Cuevas      |
| Marcel Granollers |

| Treat Huey |
| Maks Mirny |

| Pablo Carreño Busta |
| G. García-López     |

| Treat Huey |
| Maks Mirny |

| Julian Knowle |
| Artem Sitak   |

| Marcelo Demoliner |
| A. Qureshi        |

| Marcelo Demoliner |
| A. Qureshi        |

| Treat Huey |
| Maks Mirny |

| Sanchai Ratiwatana |
| Sonchat Ratiwatana |

| Oliver Marach  |
| Fabrice Martin |

| Oliver Marach  |
| Fabrice Martin |

| Oliver Marach  |
| Fabrice Martin |

| Ken Skupski  |
| Neal Skupski |

| Ken Skupski  |
| Neal Skupski |

| Łukasz Kubot   |
| Alexander Peya |

| Vasek Pospisil |
| Jack Sock      |

| Quentin Halys    |
| Tristan Lamasine |

| Vasek Pospisil |
| Jack Sock      |

| Lleyton Hewitt  |
| Jordan Thompson |

| Lleyton Hewitt  |
| Jordan Thompson |

| Nicolás Almagro |
| David Marrero   |

| Vasek Pospisil |
| Jack Sock      |

| Julien Benneteau  |
| É. Roger-Vasselin |

| Julien Benneteau  |
| É. Roger-Vasselin |

| Feliciano López  |
| A. Ramos Viñolas |

| Julien Benneteau  |
| É. Roger-Vasselin |

| Fabio Fognini |
| Andreas Seppi |

| Dominic Inglot |
| Daniel Nestor  |

| Dominic Inglot |
| Daniel Nestor  |

| Mate Pavić    |
| Michael Venus |

| Chris Guccione |
| André Sá       |

| Mate Pavić    |
| Michael Venus |

| Guido Pella      |
| Horacio Zeballos |

| Guillermo Durán |
| Máximo González |

| Guillermo Durán |
| Máximo González |

| Mate Pavić    |
| Michael Venus |

| Kyle Edmund |
| James Ward  |

| Jamie Murray |
| Bruno Soares |

| Federico Delbonis |
| Diego Schwartzman |

| Federico Delbonis |
| Diego Schwartzman |

| Jonathan Erlich |
| Colin Fleming   |

| Jamie Murray |
| Bruno Soares |

| Jamie Murray |
| Bruno Soares |

| Ivan Dodig   |
| Marcelo Melo |

| Paul-Henri Mathieu |
| Benoît Paire       |

| Ivan Dodig   |
| Marcelo Melo |

| Santiago González |
| Scott Lipsky      |

| Santiago González |
| Scott Lipsky      |

| Ričardas Berankis |
| Denis Kudla       |

| Ivan Dodig   |
| Marcelo Melo |

| Marcelo Arévalo |
| Roberto Maytín  |

| Raven Klaasen |
| Rajeev Ram    |

| Konstantin Kravtjuk |
| Denys Moltjanov     |

| Konstantin Kravtjuk |
| Denys Moltjanov     |

| Gilles Müller    |
| Frederik Nielsen |

| Raven Klaasen |
| Rajeev Ram    |

| Raven Klaasen |
| Rajeev Ram    |

| Radek Štěpánek |
| Nenad Zimonjić |

| Steve Johnson |
| Sam Querrey   |

| Radek Štěpánek |
| Nenad Zimonjić |

| Dušan Lajović  |
| Viktor Troicki |

| Dušan Lajović  |
| Viktor Troicki |

| A. Dolgopolov      |
| Sergij Stakhovskij |

| Radek Štěpánek |
| Nenad Zimonjić |

| Daniel Evans    |
| Lloyd Glasspool |

| Bob Bryan  |
| Mike Bryan |

| Malek Jaziri |
| Lukáš Rosol  |

| Malek Jaziri |
| Lukáš Rosol  |

| Íñigo Cervantes |
| Paolo Lorenzi   |

| Bob Bryan  |
| Mike Bryan |

| Bob Bryan  |
| Mike Bryan |

## Kvalifikation
I kvalifikationsturneringen spillede 16 par om fire ledige pladser i hovedturneringen. Disse fire par gik videre til hovedturneringen:
1. Quentin Halys /  Tristan Lamasine
2. Konstantin Kravtjuk /  Denys Moltjanov
3. Marcelo Arévalo /  Roberto Maytín
4. Dustin Brown /  Jan-Lennard Struff

Derudover opnåede ét par adgang til hovedturneringen som lucky loser.
- Sanchai Ratiwatana /  Sonchat Ratiwatana

### Resultater
| James Cerretani |
| Philipp Oswald  |

| Quentin Halys    |
| Tristan Lamasine |

| Quentin Halys    |
| Tristan Lamasine |

| Edward Corrie |
| Joe Salisbury |

| Edward Corrie |
| Joe Salisbury |

| Frank Moser   |
| Franko Škugor |

| Gero Kretschmer    |
| Alexander Satschko |

| Ariel Behar  |
| Philipp Marx |

| Ariel Behar  |
| Philipp Marx |

| Konstantin Kravtjuk |
| Denys Moltjanov     |

| Konstantin Kravtjuk |
| Denys Moltjanov     |

| Sander Arends |
| T. Weissborn  |

| Rameez Junaid   |
| Austin Krajicek |

| Antonio Šančić |
| Igor Sijsling  |

| Rameez Junaid   |
| Austin Krajicek |

| Marcelo Arévalo |
| Roberto Maytín  |

| Marcelo Arévalo |
| Roberto Maytín  |

| Bai Yan     |
| Dino Marcan |

| Purav Raja   |
| Divij Sharan |

| Dustin Brown       |
| Jan-Lennard Struff |

| Dustin Brown       |
| Jan-Lennard Struff |

| Liam Broady  |
| Darren Walsh |

| Sanchai Ratiwatana |
| Sonchat Ratiwatana |

| Sanchai Ratiwatana |
| Sonchat Ratiwatana |